# Malwan
Malwan là một thành phố và là nơi đặt hội đồng đô thị (municipal council) của quận Sindhudurg thuộc bang Maharashtra, Ấn Độ.

## Nhân khẩu
Theo điều tra dân số năm 2001 của Ấn Độ, Malwan có dân số 18.675 người. Phái nam chiếm 51% tổng số dân và phái nữ chiếm 49%. Malwan có tỷ lệ 81% biết đọc biết viết, cao hơn tỷ lệ trung bình toàn quốc là 59,5%: tỷ lệ cho phái nam là 85%, và tỷ lệ cho phái nữ là 77%. Tại Malwan, 9% dân số nhỏ hơn 6 tuổi.